# Chilebalta angulipes
Chilebalta angulipes is een hooiwagen uit de familie Gonyleptidae.